# Термометр (фильм)
«Термометр» (груз. თერმომეტრი) — советский короткометражный фильм, Грузия-фильм, 1976, комедия. Третья новелла из цикла короткометражных фильмов Резо Габриадзе о весёлых приключениях трёх дорожных мастеров (смотри «Пари»).
Выпускался на VHS изданием «Мастер Тэйп» в серии «Короткометражных фильмов Резо Габриадзе».

## Сюжет
Трое дорожных рабочих наносят дорожную разметку. Хитрый Гигла, измученный мучительной жарой (45 градусов), притворяется больным, сунув за пазуху случайно найденный уличный термометр. Его друзья Абессалом и Бесо решили, что он умирает и вызывают «Скорую помощь». Приехавший врач и его помощник быстро определяют, что притворившийся больным Гигла — симулянт, а двое других рабочих кажутся им нездоровыми. В итоге они увозят Абессалома и Бесо «на профилактику». Симулянту же приходится продолжать работу на жаре в одиночестве.

## В ролях
- Кахи Кавсадзе — Бесо
- Баадур Цуладзе — Гигла
- Гиви Берикашвили — Абессалом
- Эроси Манджгаладзе — врач
- Абрек Пхаладзе — Тураз, помощник врача